# Coupe caribéenne de la CONCACAF 2023
Navigation
Édition suivante
La Coupe caribéenne de la CONCACAF 2023 est la première édition de cette compétition. Organisée du 22 août au 7 décembre 2023 par la CONCACAF, cette compétition voit s'affronter les meilleures équipes des championnats professionnels de l'Union caribéenne de football (UCF ou CFU) et les finalistes du CONCACAF Caribbean Club Shield 2023.
Avec l'expansion de la Coupe des champions de la CONCACAF en 2024, la Coupe caribéenne de la CONCACAF détermine les qualifiés de la zone à la compétition reine dans la région.

## Format
Les participants à la compétition sont regroupés en deux groupes de cinq équipes. Chaque club joue quatre rencontres, deux à domicile et deux à l'extérieur, face à chacun de ses adversaires. Les deux meilleures équipes de chaque groupe sont qualifiées pour les demi-finales. La phase à élimination directe se dispute sur un format aller-retour des demi-finales à la finale.
À l'issue du tournoi, le vainqueur est directement qualifié pour les huitièmes de finale de la Coupe des champions de la CONCACAF tandis que l'équipe finaliste et le troisième rejoignent le premier tour de cette même compétition.

## Participants
Parmi les 31 associations membres de l'Union caribéenne de football, seules quatre disposent d'un championnat professionnel selon les critères de la CONCACAF. Le championnat d'Haïti étant à l'arrêt depuis 2021, la confédération décide que le pays ne peut envoyer de représentant pour la compétition. La République dominicaine et la Jamaïque héritent alors d'une place supplémentaire.
| Nation                 | Club                        | Méthode de qualification                                          |
| République dominicaine | Cibao FC                    | Champion de République dominicaine en 2022                        |
| République dominicaine | Atlético Pantoja            | Vice-champion de République dominicaine en 2022                   |
| République dominicaine | Moca FC                     | Troisième de République dominicaine au classement général en 2022 |
| Jamaïque               | Harbour View                | Champion de Jamaïque en 2022                                      |
| Jamaïque               | Dunbeholden FC              | Vice-champion de Jamaïque en 2022                                 |
| Jamaïque               | Cavalier FC                 | Troisième de Jamaïque en 2022                                     |
| Martinique             | Golden Lion de Saint-Joseph | Finaliste du CONCACAF Caribbean Club Shield en 2023               |
| Suriname               | SV Robinhood                | Vainqueur du CONCACAF Caribbean Club Shield en 2023               |
| Trinité-et-Tobago      | AC Port of Spain            | Premier de Trinité-et-Tobago en 2023 au 2 juin 2023               |
| Trinité-et-Tobago      | Defence Force               | Deuxième de Trinité-et-Tobago en 2023 au 2 juin 2023              |

| Suriname : SV Robinhood Cibao Pantoja Moca Harbour View Cavalier Dunbeholden Golden Lion Port of Spain Defence Force |

## Calendrier
| Tour | Nom                                               | Date aller                                                                  | Date retour                                                                 | Équipes participantes | Équipes qualifiées |
| 1-5  | Journée 1 Journée 2 Journée 3 Journée 4 Journée 5 | 23 - 24 août 30 - 31 août 19 - 21 septembre 26 - 28 septembre 4 - 5 octobre | 23 - 24 août 30 - 31 août 19 - 21 septembre 26 - 28 septembre 4 - 5 octobre | 10                    | 4                  |
| 6    | Demi-finale et matchs de classement               | 24 - 26 octobre                                                             | 31 octobre - 2 novembre                                                     | 4                     | 2                  |
| 7    | Finale et petite finale                           | 28 - 30 novembre                                                            | 5 - 7 décembre                                                              | 2                     | 1                  |

## Phase de groupes
Le tirage au sort des groupes est effectué le 6 juin 2023.
Les deux premiers de chacun des groupes sont qualifiés pour les demi-finales.
En cas d'égalité, les critères suivants départagent les équipes :
1. Différence de buts générale
2. Nombre de buts marqués
3. Points lors d'oppositions entre les équipes concernées
4. Différence de buts lors d'oppositions entre les équipes concernées
5. Nombre de buts marqués lors d'oppositions entre les équipes concernées
6. Classement du fair-play
7. Tirage à la pièce

Légende des classements
- Qualifié pour les demi-finales

Légende des résultats
- Victoire à domicile
- Match nul
- Victoire à l'extérieur

### Groupe A
| Rang | Équipe           | Pts | J | G | N | P | Bp | Bc | Diff |  | Résultats (▼ dom., ► ext.) |     |     |     |     |     |
| ---- | ---------------- | --- | - | - | - | - | -- | -- | ---- |  | -------------------------- | --- | --- | --- | --- | --- |
| 1    | Cavalier FC      | 10  | 4 | 3 | 1 | 0 | 11 | 4  | +7   |  | Cavalier FC                |     | 3-0 |     |     | 2-1 |
| 2    | Moca FC          | 9   | 4 | 3 | 0 | 1 | 6  | 3  | +3   |  | Moca FC                    |     |     |     | 3-0 | 1-0 |
| 3    | Defence Force    | 5   | 4 | 1 | 2 | 1 | 3  | 4  | -1   |  | Defence Force              | 1-1 | 0-2 |     |     |     |
| 4    | Golden Lion      | 3   | 4 | 1 | 0 | 3 | 5  | 11 | -6   |  | Golden Lion                | 2-5 |     | 0-1 |     |     |
| 5    | AC Port of Spain | 1   | 4 | 0 | 1 | 3 | 4  | 7  | -3   |  | AC Port of Spain           |     |     | 1-1 | 2-3 |     |

### Groupe B
| Rang | Équipe           | Pts | J | G | N | P | Bp | Bc | Diff |  | Résultats (▼ dom., ► ext.) |     |     |     |     |     |
| ---- | ---------------- | --- | - | - | - | - | -- | -- | ---- |  | -------------------------- | --- | --- | --- | --- | --- |
| 1    | SV Robinhood     | 9   | 4 | 3 | 0 | 1 | 8  | 4  | +4   |  | SV Robinhood               |     |     | 1-0 |     | 3-1 |
| 2    | Harbour View     | 7   | 4 | 2 | 1 | 1 | 6  | 5  | +1   |  | Harbour View               | 3-2 |     |     | 1-0 |     |
| 3    | Cibao FC         | 4   | 4 | 1 | 1 | 2 | 4  | 5  | -1   |  | Cibao FC                   |     | 2-1 |     |     | 1-1 |
| 4    | Dunbeholden FC   | 4   | 4 | 1 | 1 | 2 | 3  | 5  | -2   |  | Dunbeholden FC             | 0-2 |     | 2-1 |     |     |
| 5    | Atlético Pantoja | 3   | 4 | 0 | 3 | 1 | 4  | 6  | -2   |  | Atlético Pantoja           |     | 1-1 |     | 1-1 |     |

## Phase finale

### Tableau
|  | Demi-finales | Demi-finales     | Demi-finales | Demi-finales |                               |             | Finale | Finale | Finale | Finale |
|  |              |                  |              |              |                               |             |        |        |        |        |
|  |              |                  |              |              |                               |             |        |        |        |        |
|  | 1er gr.A     | Cavalier FC      | 5            | 0            |                               |             |        |        |        |        |
|  | 1er gr.A     | Cavalier FC      | 5            | 0            |                               |             |        |        |        |        |
|  | 2e gr.B      | Harbour View     | 0            | 0            |                               |             |        |        |        |        |
|  | 2e gr.B      | Harbour View     | 0            | 0            | Cavalier FC                   | Cavalier FC | 0      | 0      |        |        |
|  |              |                  |              |              | Cavalier FC                   | Cavalier FC | 0      | 0      |        |        |
|  |              |                  | SV Robinhood | SV Robinhood | 1                             | 2           |        |        |        |        |
|  | 1er gr.B     | SV Robinhood tab | SV Robinhood | SV Robinhood | 1                             | 2           | 0      | 1 (3)  |        |        |
|  | 1er gr.B     | SV Robinhood tab |              |              |                               |             |        | 1 (3)  |        |        |
|  | 2e gr.A      | Moca FC          | 1            | 0 (2)        |                               |             |        |        |        |        |
|  | 2e gr.A      | Moca FC          | 1            | 0 (2)        | Match pour la troisième place |             |        |        |        |        |
|  |              |                  |              |              |                               |             |        |        |        |        |
|  |              |                  |              |              |                               |             |        |        |        |        |
|  | Moca FC      | Moca FC          | 2            | 1            |                               |             |        |        |        |        |
|  | Moca FC      | Moca FC          | 2            | 1            |                               |             |        |        |        |        |
|  | Harbour View | Harbour View     | 1            | 1            |                               |             |        |        |        |        |
|  | Harbour View | Harbour View     | 1            | 1            |                               |             |        |        |        |        |

### Demi-finales
| Pays | Équipe       | Aller | Retour | Équipe       | Pays | Commentaire         |
|      | Cavalier FC  | 5 - 0 | 0 - 0  | Harbour View |      |                     |
|      | SV Robinhood | 0 - 1 | 1 - 0  | Moca FC      |      | Tirs au but : 3 - 2 |

### Match pour la troisième place
Le vainqueur de cette petite finale est qualifié pour le premier tour de la Coupe des champions de la CONCACAF 2024.
| Match aller                        | Harbour View        | 1 - 2   | Moca FC                    | Sabina Park, Kingston        |                              |
| 28 novembre 2023 18 h heure locale | C. Thomas 15e (csc) | (1 - 1) | 43e Ascona · 65e Francisco | Arbitrage : Ricangel de Leça | Arbitrage : Ricangel de Leça |
| 28 novembre 2023 18 h heure locale | Rapport             |         |                            | Arbitrage : Ricangel de Leça | Arbitrage : Ricangel de Leça |

| Match retour                      | Moca FC      | 1 - 1   | Harbour View | Stade Moca 85 (es), Moca      |                               |
| 5 décembre 2023 19 h heure locale | Valencia 68e | (0 - 0) | 65e Stewart  | Arbitrage : Norberto da Silva | Arbitrage : Norberto da Silva |
| 5 décembre 2023 19 h heure locale | Rapport      |         |              | Arbitrage : Norberto da Silva | Arbitrage : Norberto da Silva |

### Finale
Le vainqueur est qualifié pour les huitièmes de finale de la Coupe des champions de la CONCACAF 2024 tandis que le finaliste perdant rejoint le premier tour de cette compétition.
| Match aller                        | SV Robinhood | 1 - 0   | Cavalier FC | Stade Franklin-Essed (en), Paramaribo |                             |
| 30 novembre 2023 20 h heure locale | Andro 69e    | (0 - 0) |             | Arbitrage : Adonis Carrasco           | Arbitrage : Adonis Carrasco |
| 30 novembre 2023 20 h heure locale | Rapport      |         |             | Arbitrage : Adonis Carrasco           | Arbitrage : Adonis Carrasco |

| Match retour                      | Cavalier FC | 0 - 2   | SV Robinhood                          | Independence Park, Kingston |                             |
| 6 décembre 2023 19 h heure locale |             | (0 - 0) | 89e Singodikromo · 90+4e Rigters (en) | Arbitrage : Kwinsi Williams | Arbitrage : Kwinsi Williams |
| 6 décembre 2023 19 h heure locale | Rapport     |         |                                       | Arbitrage : Kwinsi Williams | Arbitrage : Kwinsi Williams |

## Statistiques et récompenses

### Meilleurs buteurs
| Rang | Nom                    | Club         | Buts |
| 1    | Shaniel Thomas (en)    | Cavalier FC  | 8    |
| 2    | Shaquille Cairo        | SV Robinhood | 5    |
| 3    | Gustavo Ascona         | Moca FC      | 4    |
| 4    | Shaqueil Bradford (en) | Harbour View | 3    |
| 4    | Jalmaro Calvin (en)    | Cavalier FC  | 3    |
| 4    | Jamilhio Rigters (en)  | SV Robinhood | 3    |

| Source : Classement des buteurs sur le site de BeSoccer |

### Récompenses individuelles
| Catégorie              | Lauréats            | Club         |
| Meilleur joueur,       | Renske Adipi        | SV Robinhood |
| Meilleur jeune joueur, | Jonathan Fonkel     | SV Robinhood |
| Meilleur gardien,      | Jonathan Fonkel     | SV Robinhood |
| Meilleur buteur,       | Shaniel Thomas (en) | Cavalier FC  |
| Fair-play,             | SV Robinhood        | SV Robinhood |

### Équipe-type
| Poste      | Joueurs               | Club         |
| Gardien    | Jonathan Fonkel       | SV Robinhood |
| Défenseurs | José Francisco        | Moca FC      |
| Défenseurs | Allierio Belfor       | SV Robinhood |
| Défenseurs | Jeovanni Laing        | Cavalier FC  |
| Milieux    | Franklin Singodikromo | SV Robinhood |
| Milieux    | Renske Adipi          | SV Robinhood |
| Milieux    | Dimitrio Andro        | SV Robinhood |
| Milieux    | Jalmaro Calvin (en)   | Cavalier FC  |
| Attaquants | Gustavo Ascona        | Moca FC      |
| Attaquants | Shaquille Cairo       | SV Robinhood |
| Attaquants | Shaniel Thomas (en)   | Cavalier FC  |